# Lens (Frankrijk)
Lens (uitspraak lɑ̃s) is een gemeente in het Franse departement Pas-de-Calais in de regio Hauts-de-France. Lens telde op 1 januari 2022 32.697 inwoners, die Lensois worden genoemd. De plaats maakt deel uit van het arrondissement Lens.

## Geografie
Lens ligt aan een gekanaliseerd gedeelte van de rivier de Deule. De oppervlakte van Lens bedroeg op 1 januari 2022 11,7 vierkante kilometer; de bevolkingsdichtheid was toen 2.794,6 inwoners per km².
De onderstaande kaart toont de ligging van Lens met de belangrijkste infrastructuur en aangrenzende gemeenten.

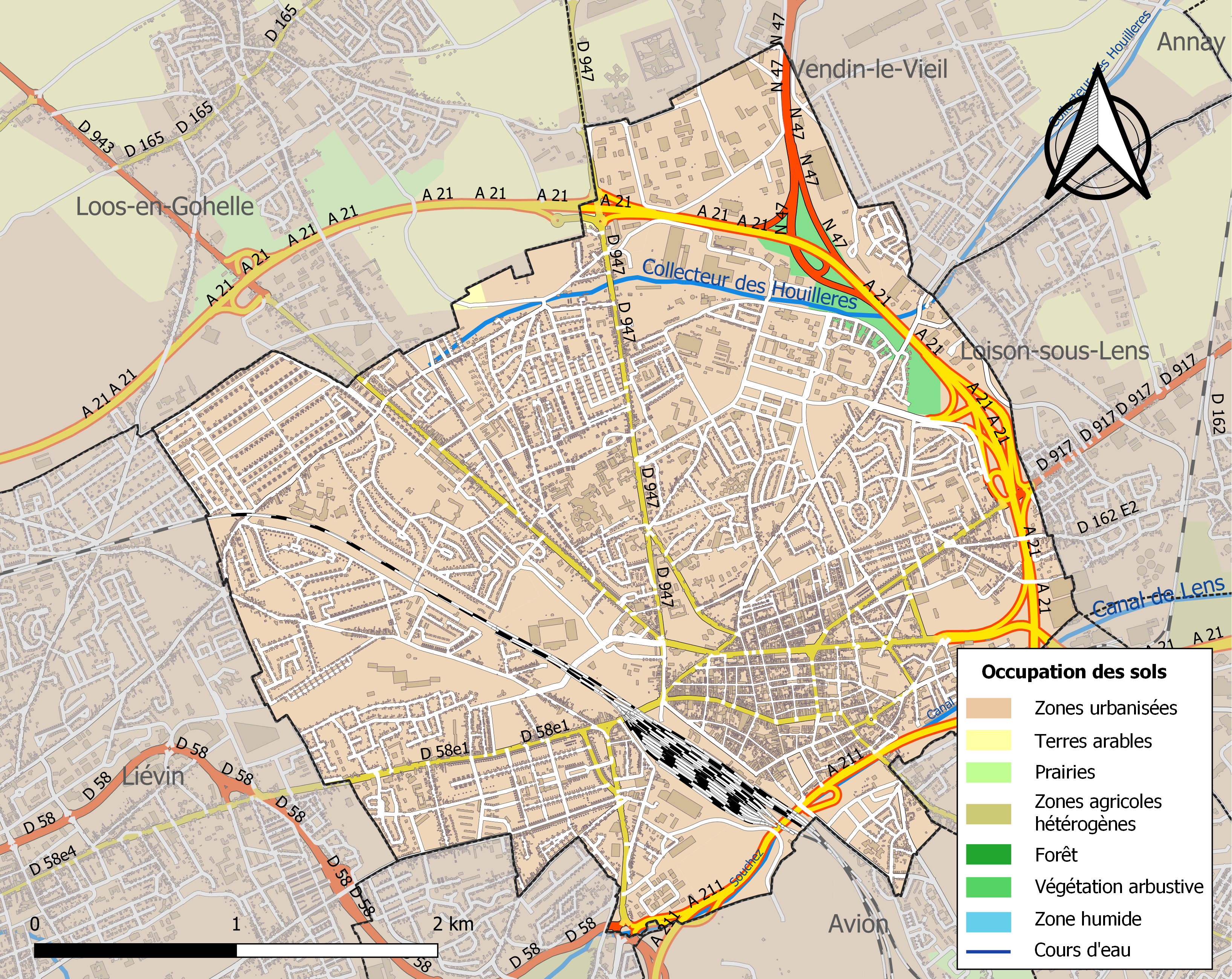

## Geschiedenis

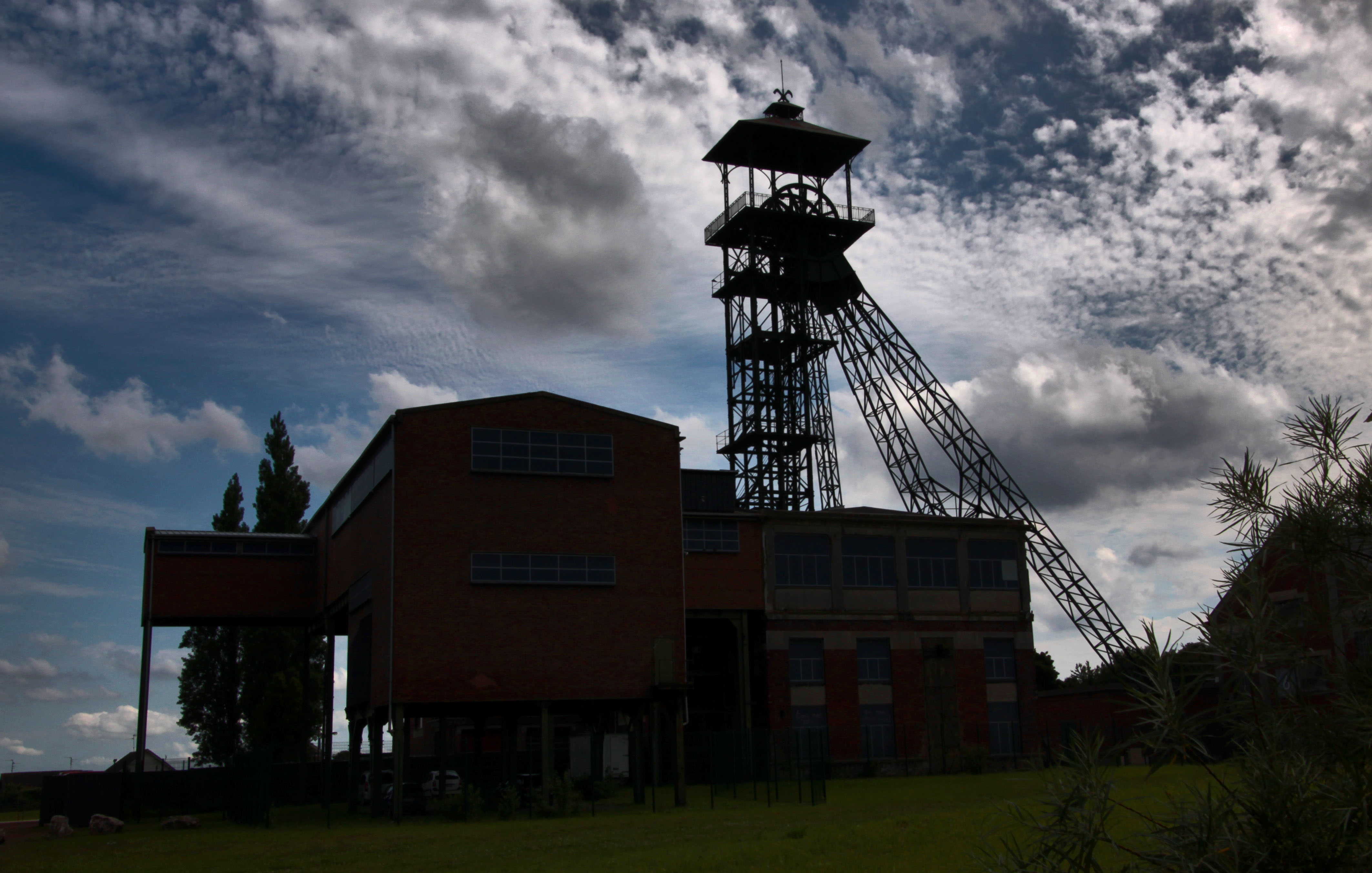
Gesloten steenkoolmijn

Over de herkomst van de plaatsnaam Lens, en over de geschiedenis van de plaats t/m de 14e eeuw tasten de geleerden bijna geheel in het duister. Enige historici menen, dat de stad in de 12e eeuw tot het Graafschap Vlaanderen heeft behoord, en van de Franse koning Lodewijk VIII stadsrechten zou hebben verkregen. Zij stellen ook, dat, wellicht rondom de Slag bij Arke van 1303, de Vlamingen de stad zouden hebben verwoest. Wel is bekend, dat twee van de gesneuvelden van de Slag bij Azincourt in 1415 uit Lens kwamen.
In 1526 viel Lens in Spaanse handen en deelde sindsdien het lot van Artois, deel van de Spaanse Nederlanden. Diverse keren werd de stad door Frankrijk aangevallen, maar steeds weer door de Spanjaarden heroverd. Lodewijk II van Bourbon-Condé won tegen de Spanjaarden in 1648 de Slag bij Lens. Een jaar eerder hadden de Fransen, geleid door Maarschalk van Frankrijk Jean de Gassion, die er dodelijk gewond raakte, en met Nederlandse hulp, de stad zelf al op de Spaanse Nederlanden veroverd.
In 1848 werden in de omgeving belangrijke kolenvoorraden ontdekt. De steenkoolwinning was van 1853 tot de mijnsluiting in 1990 de belangrijkste factor in de groei van de stad, die middenin het steenkoolbekken van Nord-Pas-de-Calais ligt. Voor het transport van de steenkool werd het kanaal van Lens van de stad naar de rivier Deule gegraven, dat nog deels bestaat.

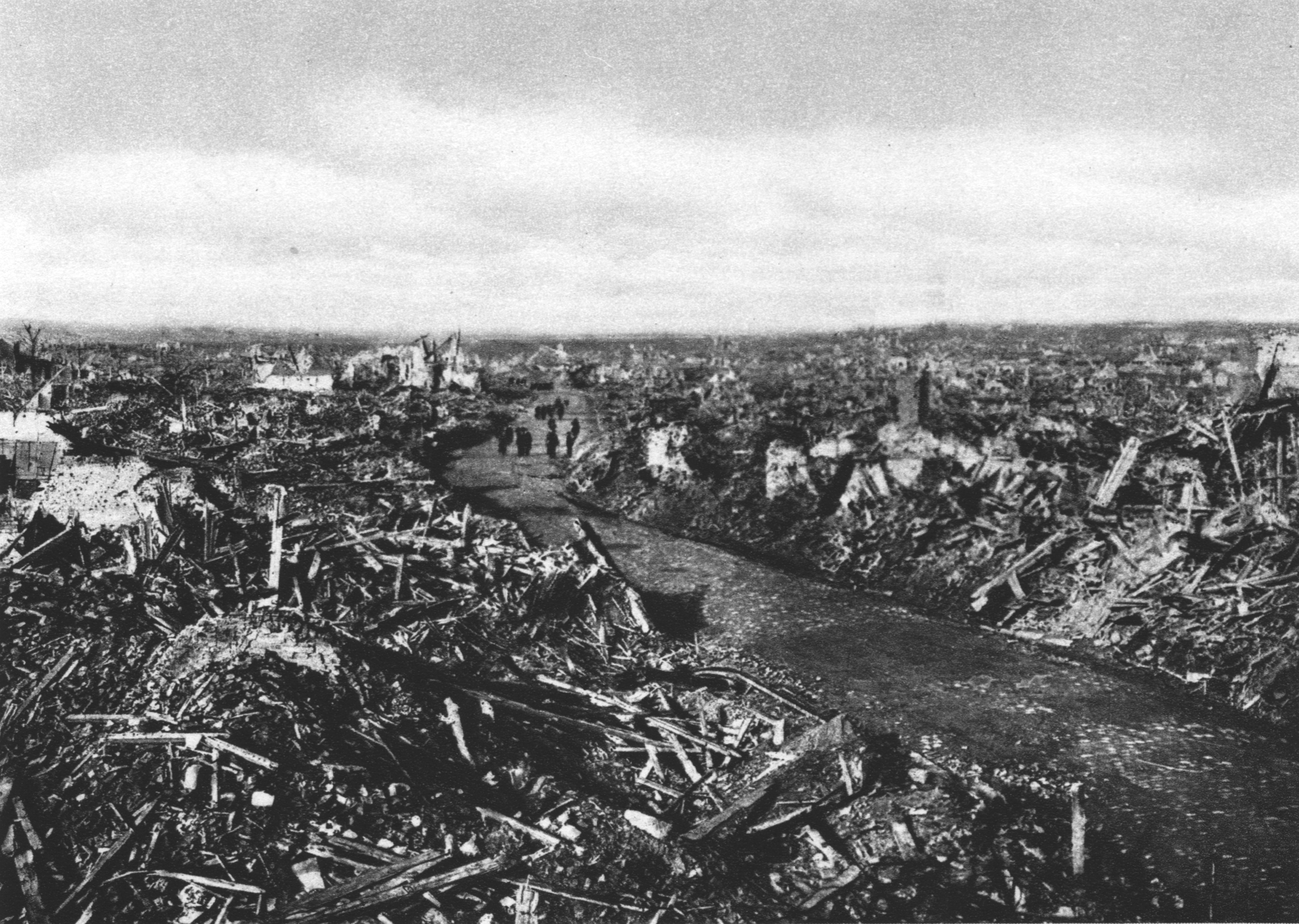
Lens in 1918

De stad werd extreem zwaar getroffen in de Eerste Wereldoorlog. Al in 1914 namen de Duitsers haar na zware strijd in. Overal waren ook onontplofte obussen, wat het herstel van de schade bemoeilijkte. Na de bevrijding in 1918 leek Lens op een maanlandschap. Daarbij kwamen ook nog hongersnood, slecht weer en daarna een uitbraak van de Spaanse griep. Meer dan de helft van alle inwoners van Lens overleefde de jaren 1914-1919 niet. Vanuit Nederland werden in september 1919 500 houten noodwoningen naar de streek gebracht, 200 naar Liévin en 300 naar Lens zelf.
Door deze verwoestingen bezit Lens nagenoeg geen monumentale gebouwen van voor 1900 meer. Alleen de 18e-eeuwse kerk van Saint-Légèr, midden in de stad, werd zorgvuldig in oude stijl herbouwd.
In 1920 vestigde zich een grote groep vanuit Westfalen in Duitsland uitgeweken Poolse mijnwerkers in Lens. Zij bouwden een eigen religieus en cultureel leven op, met inbegrip van een eigen, socialistische krant genaamd Narodowiec, die tot 1989 bleef bestaan.
In 1927 kreeg Lens een nieuw spoorwegstation.
In de Tweede Wereldoorlog vond op 11 september 1942 een razzia plaats tegen Joden. Onder de 528 opgepakte mensen waren 288 kinderen. Allen stierven in de gaskamers van concentratiekamp Auschwitz. Met de nazi's collaborerende politiemensen, en mogelijk ook enigen van de Poolse mijnwerkers, die er antisemitisch gedachtegoed op nahielden, bevorderden deze afschuwelijke gebeurtenis. Eind 1943 vond in Lens een belangrijke vergadering van Franse verzetsmensen plaats. In april 1944 werd Lens door de geallieerden gebombardeerd; daarbij vielen ca. 250 doden. In augustus of september van dat jaar volgde de bevrijding.
Na een bloeiperiode die tot ca. 1980 duurde, en waarin nog veel gastarbeiders in de mijnen kwamen werken en zich te Lens vestigden, trad door de sluiting van textielfabrieken en alle kolenmijnen een crisis in. De bevolking daalde, de werkloosheid steeg tot meer dan 15% van de beroepsbevolking en ook de criminaliteit nam toe. De overheid compenseerde dit door in de omgeving de oprichting van een grote fabriek mogelijk te maken, die o.a. voor Peugeot en Renault automotoren ging produceren (en die nog steeds bestaat). Verder kreeg Lens een aantal scholen voor hoger beroepsonderwijs en zelfs een universiteit met vooral technische en natuurwetenschappelijke studierichtingen. Deze werd op een oude mijnlocatie gehuisvest. Ten slotte werd de stad verrijkt met een dependance van het Musée du Louvre, die jaarlijks bijna 500.000 bezoekers trekt. Desalniettemin is Lens eind jaren 2010 nog altijd een van de armste steden van Frankrijk.

## Cultuur

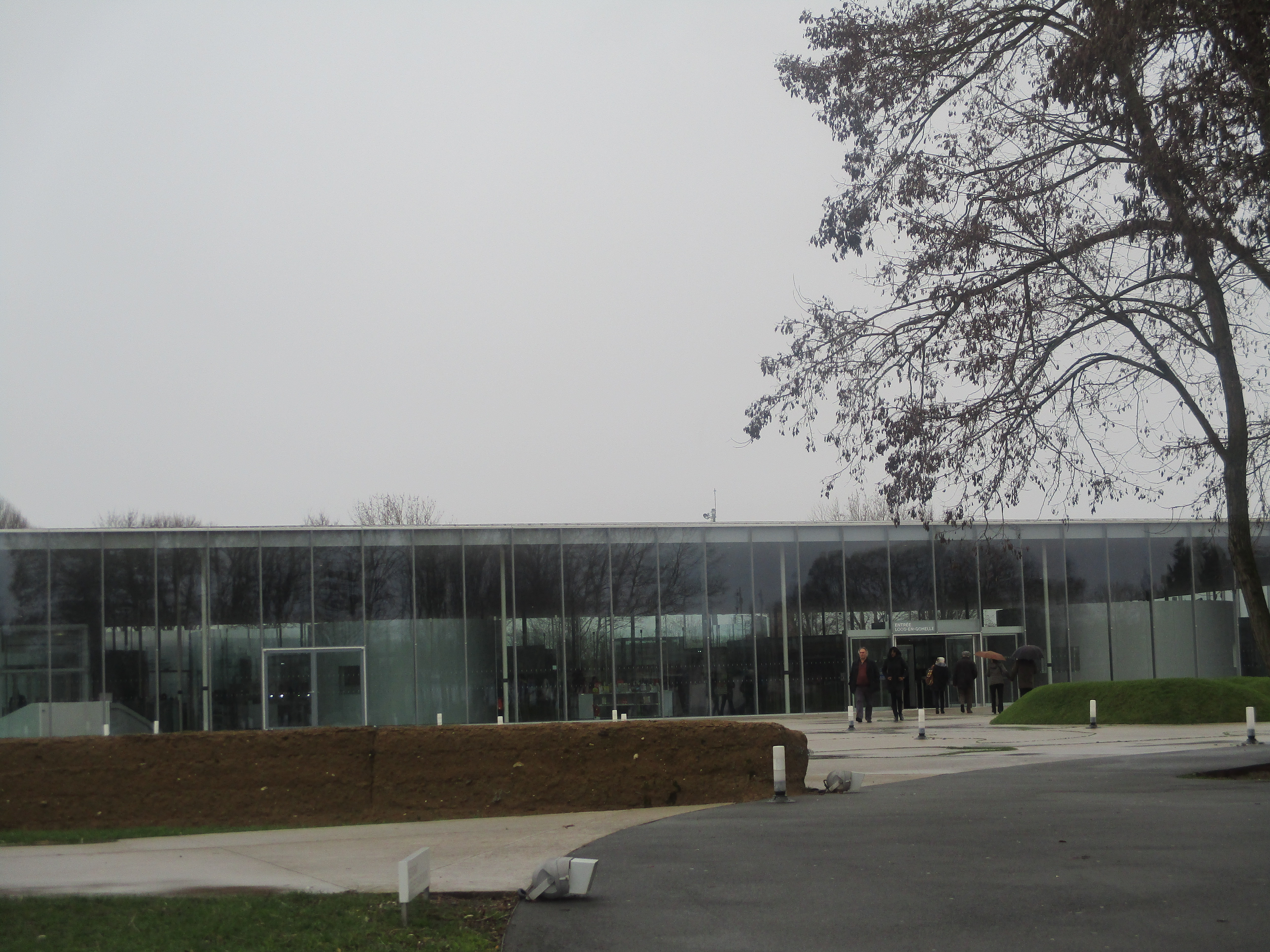
Louvre-Lens

Op een verlaten mijnterrein werd het Louvre-Lens opgericht, een dependance van het Parijse Louvre-museum met 18.000 m² expositieruimte. De officiële opening vond plaats op 4 december 2012 en werd bijgewoond door president François Hollande. Die datum was zorgvuldig gekozen: 4 december is de naamdag van Sinte Barbara, de beschermheilige van de mijnwerkers. Op de dag van de opening hing het beroemde schilderij van Eugène Delacroix De Vrijheid leidt het volk in Louvre-Lens. Het eerste jaar kreeg het museum 900.000 bezoekers, sindsdien schommelt het aantal bezoekers tussen 400.000 en 500.000 bezoekers per jaar. Er worden vooral telkens wisselende gedeelten van de Parijse collectie van het Louvre getoond.
Aan de nagedachtenis van de 528 na de razzia van 1942 omgekomen Joden is veel aandacht besteed. Niet alleen is een straat in Lens naar hen genoemd, maar er zijn ook meerdere gedenktekens voor hen gemaakt. Ook ter herinnering aan de rampen, die de stad troffen in de Eerste Wereldoorlog, en aan de slachtoffers van mijnongelukken, herinneren gedenktekens in de stad.

## Demografie
Onderstaande figuur toont het verloop van het inwonertal.
Lens vormt het centrum van een vooral door de kolenmijnbouw in de 20e eeuw sterk gegroeide agglomeratie met meer dan 500.000 inwoners.

## Verkeer en vervoer
De stad ligt dicht bij diverse Franse autosnelwegen, o.a. de A1 van de Belgische grens naar Parijs, de A5 van Calais naar Reims en de A21 die de A1 met de autosnelweg A2 naar Luik in België verbindt.
De TGV van Lille naar Parijs stopt in het treinstation van Lens.

## Sport
Het relatief kleine Lens staat in Frankrijk bekend als een voetbalstad. RC Lens is de professionele voetbalclub van Lens en speelt in het Stade Bollaert-Delelis. Met zijn 41.800 zitplaatsen werd het ook gebruikt voor het wereldkampioenschap voetbal van 1998 en het Europees kampioenschap voetbal 2016. RC Lens speelde vele seizoenen in Ligue 1, het hoogste Franse niveau. De club werd in 1998 verrassend kampioen van Frankrijk.

## Belangrijke personen in relatie tot de stad

### Geboren
- Marcel Nachtergaele (1922 - 2012), natuurbeschermer
- Roger Steffen (1924-1997), Luxemburgs kunstschilder
- José Beyaert (1925-2005), wielrenner
- Ludovic Batelli (1963), voetballer en trainer
- Pascal Cygan (1974), voetballer
- Thierry Cygan (1975), voetballer
- Kévin Boli (1991), voetballer

### Overleden
- Maurice Garin, overleden te Lens in 1957, de eerste wielrenner in de geschiedenis die de Tour de France won